# Mèo Minuet

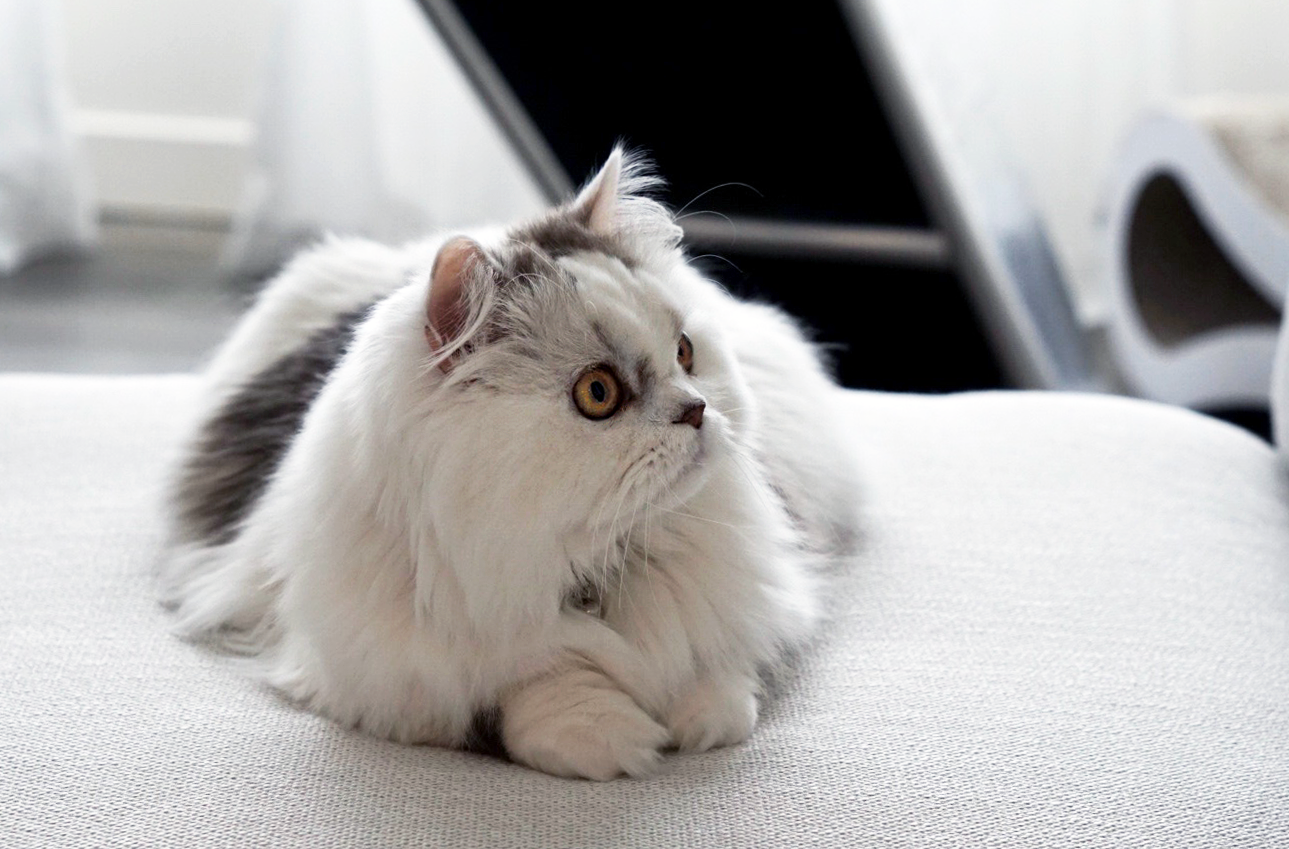
Một con mèo Minuet có bộ lông trắng và xám

Mèo Minuet, có tên cũ là Mèo Napoléon là giống mèo mới được phân loại bởi Hiệp hội mèo quốc tế (TICA) như một giống lai thuộc nhóm mèo nhà, một giống được phát triển từ việc lai giống có chủ ý giữa hai giống hiện có, kết hợp các đặc tính của cả hai giống bố mẹ để tạo thành giống mới. " Hai giống được đem đi lai tạo nên giống mèo Minuet là Mèo Munchkin và Mèo Ba Tư.